# Pilote opérationnel d'exploitation
 (septembre 2011).
Si vous disposez d'ouvrages ou d'articles de référence ou si vous connaissez des sites web de qualité traitant du thème abordé ici, merci de compléter l'article en donnant les références utiles à sa vérifiabilité et en les liant à la section « Notes et références ».
Un pilote opérationnel d'exploitation (POE) est, dans le domaine de l'informatique, une personne expérimentée techniquement et dans la gestion de projets et d'affaires. Grâce à ses compétences fortes en communication, son rôle est de coordonner l'activité des différents intervenants durant toute la vie d'une application.
Il peut toutefois être titulaire de plusieurs applications et intervenir dans plusieurs contextes tous aussi variés les uns que les autres.
Il est en contact permanent avec la maîtrise d'ouvrage (MOA), le maintien en condition opérationnelle (MCO), l'exploitation, le support technique et les services d'assistance. Le pilote opérationnel d'exploitation (POE) est garant de la disponibilité des applications.

## Son activité
- Assurer la disponibilité des applications
- Coordonner les différents intervenants
- Effectuer le suivi des incidents d'exploitation
  - Capitaliser sur la résolution des incidents
  - Proposer des améliorations
- Identifier les points de contention et mettre en place une solution de contournement
- Surveiller et contrôler le bon déroulement des opérations d'exploitation
- Produire les rapports sur les applications
- Effectuer la gestion des changements
  - Gère l'intégration / qualification de l'application
  - Effectue la commande de nouveaux matériels
  - Prépare les Request For Change (RFC) et les présente au Change Manager lors du Change Advisory Board (CAB)
  - Planifie le changement
  - Pilote la réalisation du changement
- Piloter l'exploitant

Il s'agit clairement, pour le pilote opérationnel d'exploitation, de faire-faire et non pas de faire lui-même.

## Compétences requises
- Bonne connaissance du monde de la production informatique
- Bon relationnel
- Capacité à basculer d'une tâche à une autre rapidement
- Compétences en gestion de projet
- Connaissance de ITIL (Certification ITIL nécessaire)

## Évolutions vers d'autres postes possibles
- Chef de projet
- Management d'équipe
- Responsable technique